# Secutor

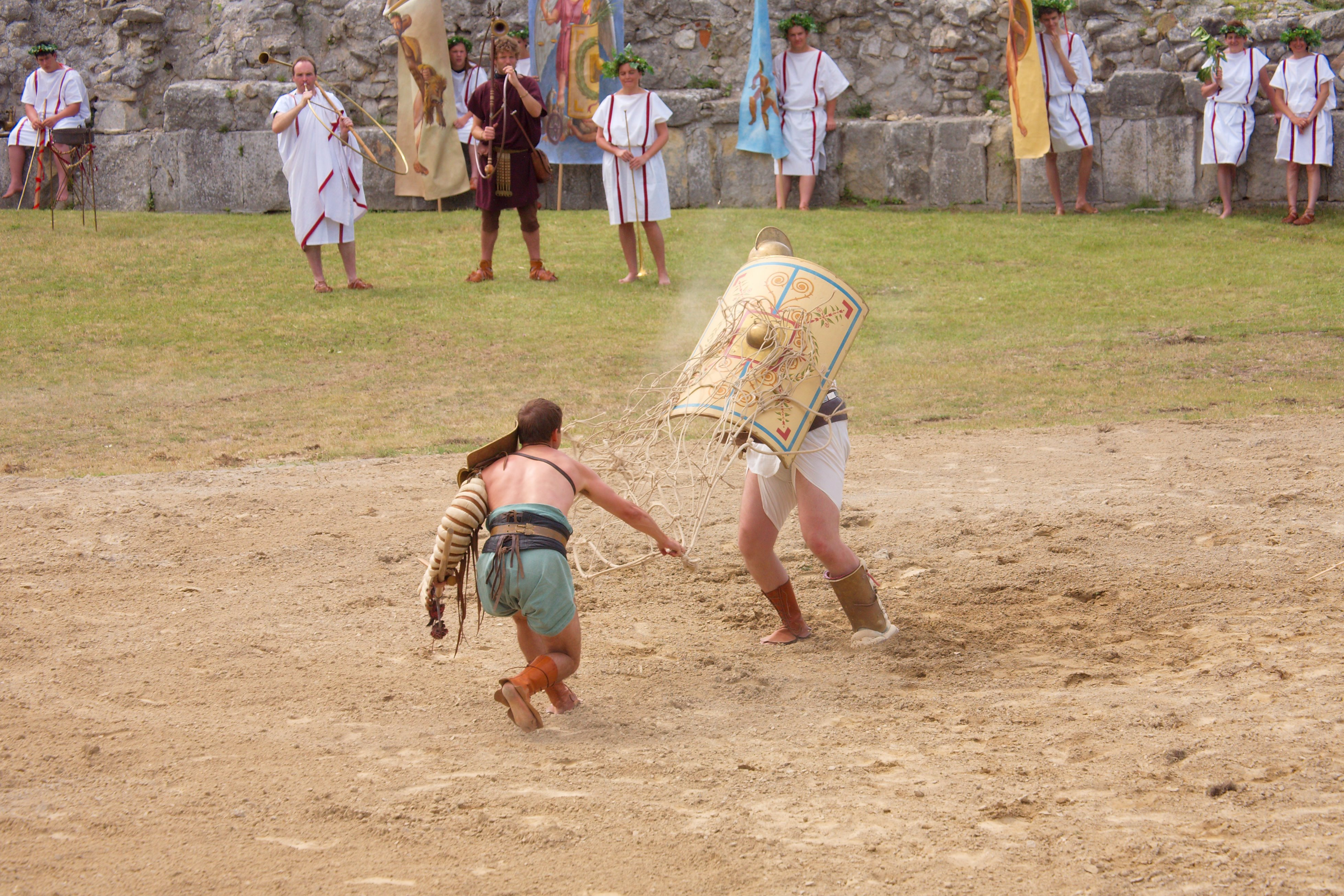
Walka secutora (na drugim planie) z retiariusem.

Secutor – gladiator walczący najczęściej z retiariusem. Był uzbrojony w miecz gladius i drewnianą tarczę przypominającą tarcze legionisty rzymskiego. Jego uzbrojenie ochronne składało się z osłony ramienia trzymającego miecz, zamkniętego hełmu bez wystających elementów (aby sieciarzowi trudniej było zarzucić na przeciwnika sieć) i nagolennic.